# ألبرت غورتز
ألبرت غورتز (بالألمانية: Albert Görtz)‏ هو لاعب كرة قدم ألماني في مركز حراسة المرمى، ولد في 18 نوفمبر 1933 في دوسلدورف في ألمانيا.

## وصلات خارجية
- ألبرت غورتز على موقع قاعدة بيانات كرة القدم.إي يو (الإنجليزية)
- ألبرت غورتز على موقع عالم كرة القدم.نت (الإنجليزية)
- ألبرت غورتز على موقع أوليمبيديا (الإنجليزية)